# Wapen van Harenkarspel

Wapen van de gemeente Harenkarspel

Het wapen van Harenkarspel werd voor het eerst aan de gemeente Harenkarspel toegekend op 22 oktober 1817. Een tweede wapen werd na een fusie tussen de oude gemeente Harenkarspel, Sint Maarten en Warmenhuizen op 6 juni 1990 toegekend. De wapens van de oude gemeenten Sint Maarten en Warmenhuizen zijn opgenomen in het nieuwe wapen. Het wapen is per 1 januari 2013 buiten gebruik gesteld, omdat de gemeente samen met de gemeenten Schagen en Zijpe gefuseerd is tot de nieuwe gemeente Schagen.

## Geschiedenis
De gemeente Harenkarspel kreeg op 22 oktober 1817 haar eerste wapen toegekend. Dit wapen was in de rijkskleuren: blauw schild met een gouden voorstelling. Alleen het hartschild was in tegengestelde kleuren: een gouden schild met blauwe keper. De haringen in dit wapen verwijzen mogelijk naar de naam van het ambacht waar de gemeente uit voortgekomen is: Haringkarspel. Dit ambacht werd met Harenkarspel en Haringkarspel aangeduid. In 1906 werd de naam door de gemeente officieel omgezet naar Harenkarspel.

## Blazoeneringen

### Eerste wapen
De beschrijving van het eerste wapen luidde als volgt:
Gevierendeeld, het eerste en vierde van lazuur beladen met 3 haringen van goud, geplaatst en fasce; het tweede en derde mede van lazuur beladen met een posthoorn van goud; surtout een schild van goud, beladen met een keper van lazuur.
Het oude wapen bestond uit vier delen: het eerste en het vierde deel zijn beide blauw en bevatten drie gouden haringen bezien vanaf de zijkant. Het tweede en het derde deel zijn eveneens blauw van kleur, maar zijn nu elk beladen met een gouden posthoorn. Op het geheel is een gouden hartschild geplaatst met een blauwe keper.
In de blazoenering wordt niet vermeld dat de haringen onder hun koppen elk een gouden penning hebben. De hoorns zijn beide afgebeeld als jachthoorns, en de kwartieren worden door een gouden streepkruis van elkaar gescheiden.

### Tweede wapen
Het tweede wapen van de gemeente Harenkarspel werd op 6 juni 1990 toegekend. De beschrijving luidt als volgt:
Gevierendeeld: I in keel 2 kepers van zilver, II in azuur een haring van goud, III in azuur een omgewende posthoorn van goud, IV in keel St.Maarten met de bedelaar van zilver. Het schild gedekt met een gouden kroon van 3 bladeren en 2 parels.
Het wapen is in vier delen gedeeld. Deel 1 heeft in het rood twee kepers van zilver, dit is het oude wapen van Warmenhuizen. Deel 2 is blauw en heeft een gouden haring met onder de bek een gouden penning. Ook deel 3 is blauw en heeft een gouden omgewende posthoorn. Deel 4 is rood met een zilveren voorstelling van Sint Maarten als bedelaar. Dit is de voorstelling die ook op het wapen van Sint Maarten staat. Om reden van symmetrie is de voorstelling nu zilver op een rood veld in plaats van goud op een blauw veld. Het schild wordt gedekt door een gouden kroon van drie bladeren en twee parels.

## Verwante wapens

Oude wapen van Harenkarspel
Warmenhuizen
Het wapen van het huis Egmont als schenker van de grond aan de gemeente
Sint Maarten
Heerlijkheid Haringcarspel

Abbekerk
· Akersloot
· Andijk
· Ankeveen
· Anna Paulowna
· Assendelft
· Avenhorn
· Barsingerhorn
· Beemster
· Beets
· Bennebroek
· Berkenrode
· Berkhout
· Bijlmermeer
· Blokker
· Bovenkarspel
· Broek in Waterland
· Broek op Langedijk
· Buiksloot
· Bussum
· Callantsoog
· De Rijp
· Egmond
· Egmond aan Zee
· Egmond-Binnen
· Graft
·  Graft-De Rijp
· 's-Graveland
· Groet
· Grootebroek
· Grosthuizen
· Haarlemmerliede
· Haarlemmerliede en Spaarnwoude
· Harenkarspel
· Heerhugowaard
· Hensbroek
· Hoogkarspel
· Hoogwoud
· Ilpendam
· Jisp
· Kalslagen
· Katwoude
· Koedijk
· Koog aan de Zaan
· Kortenhoef
· Krommenie
· Kwadijk
· Langedijk
· Leimuiden
· Limmen
· Marken
· Middelie
· Midwoud
· Monnickendam
· Muiden
· Naarden
· Nederhorst den Berg
· Nibbixwoud
· Niedorp
· Nieuwe Niedorp
· Nieuwendam
· Nieuwer-Amstel
· Noord-Scharwoude
· Noorder-Koggenland
· Obdam
· Oosthuizen
· Opperdoes
· Oterleek
· Oude Niedorp
· Oudendijk
· Oudkarspel
· Oudorp
· Petten
· Ransdorp
· Schardam
· Scharwoude
· Schellingwoude
· Schellinkhout
· Schermer
· Schermerhorn
· Schoorl
· Schoten
· Sijbekarspel
· Sint Maarten
· Sint Pancras
· Sloten
· Spaarndam
· Spaarnwoude
· Spanbroek
· Twisk
· Urk
· Ursem
· Veenhuizen
· Venhuizen
· Warder
· Warmenhuizen
· Waverveen
· Weesp
· Weesperkarspel
· Wervershoof
· Wester-Koggenland
· Westwoud
· Westzaan
· Wieringen
· Wieringermeer
· Wieringerwaard
· Wijdenes
. Wijdewormer
. Wijk aan Zee en Duin
· Wimmenum
· Winkel
· Wognum
· Wormer
· Wormerveer
· Zaandam
· Zaandijk
· Zeevang
· Zijpe
· Zuid-Scharwoude
· Zuid- en Noord-Schermer
· Zwaag

Dorpswapens:
Hauwert
· Volendam
· Zwaagdijk-West